# Ember to Inferno
Ember to Inferno är det amerikanska metalbandet Triviums debutalbum. Albumet släpptes 2003 och är det enda av Triviums album som släppts av skivbolaget Lifeforce Records.

## Låtlista
1. "Inception the Bleeding Skies" - 0:35
2. "Pillars of Serpents" - 4:35
3. "If I Could Collapse the Masses" - 4:41
4. "Fugue (A Revelation)" - 4:21
5. "Requiem" - 4:53
6. "Ember to Inferno" - 4:11
7. "Ashes" - 0:53
8. "To Burn the Eye" - 7:01
9. "Falling to Grey" - 5:36
10. "My Hatred" - 4:34
11. "When All Light Dies" - 6:23
12. "A View of Burning Empires" - 1:49